# Keturah Anderson
Keturah « Katie » Anderson , née le 9 janvier 1968 à Kingston en Jamaïque, est une athlète canadienne, spécialiste du 100 mètres haies.

## Biographie
Sixième des Championnats du monde de 1997, et troisième des Jeux du Commonwealth de 1998, elle participe à quatre Jeux olympiques consécutifs, de 1988 à 2000, sans parvenir à atteindre la finale.
Elle remporte la médaille de bronze du 60 m haies lors des Championnats du monde en salle 1999 de Maebashi, au Japon, devancée par la Kazakhe Olga Shishigina et la Nigériane Glory Alozie. 

### Palmarès
| Date | Compétition                    | Lieu         | Résultat | Épreuve     | Marque  |
| ---- | ------------------------------ | ------------ | -------- | ----------- | ------- |
| 1987 | Championnats du monde          | Rome         | 6e       | 4 x 100 m   | 43 s 26 |
| 1997 | Championnats du monde en salle | Paris        | 6e       | 60 m haies  |         |
| 1997 | Championnats du monde          | Athènes      | 6e       | 100 m haies | 12 s 88 |
| 1998 | Jeux du Commonwealth           | Kuala Lumpur | 3e       | 100 m haies | 13 s 04 |
| 1999 | Championnats du monde en salle | Maebashi     | 3e       | 60 m haies  | 7 s 90  |

### Records
| Épreuve     | Performance | Lieu              | Date            |
| ----------- | ----------- | ----------------- | --------------- |
| 60 m haies  | 7 s 90      | Liévin            | 21 février 1999 |
| 100 m haies | 12 s 61     | Villeneuve-d'Ascq | 13 juin 1999    |